# Ścięga łąkowa
Ścięga łąkowa (Leptopterna dolabrata) – gatunek pluskwiaka z rodziny tasznikowatych i podrodziny Mirinae.
Ciało długości od 7 do 9,7 mm lub od 8 do 8,5 mm. Między oczami poprzeczna bruzda. Na odnóżach i czułkach długie, ciemne owłosienie. Półpokrywy rude lub pomarańczowożółte. Samice zwykle krótkoskrzydłe, samce zawsze długoskrzydłe.
Bytuje na trawach i zbożach, gdzie wysysa soki z liści, źdźbeł i kłosów. Do ukończenia cyklu rozwojowego wymaga żerowania na kwiatostanach. Zimują jaja.
Rozprzestrzeniony w Palearktyce i Nearktyce. W Europie znany z większości krajów, w tym z Polski.